# Compilation
Compilation - сборник песен Ричарда Дэвида Джеймса, выпущенный им под псевдонимом Caustic Window 1 июня 1998 года в Великобритании и 17 ноября 1998 в США на лейбле Rephlex Records. Сборник содержит все композиции со всех мини-альбомов Ричарда,выходивших под этим псевдонимом.Исключениями стали композиции Pop Corn с Joyrex J4 EP, получившая своё имя за счёт того,что она сделана в стиле мелодии "попкорн", и безымянная композиция с Joyrex J5 EP
The Garden of Linmiri был показан в телевизионной рекламе шин Pirelli P6000, снятой Жераром де Теймом с Карлом Льюисом. Ранее он появлялся в сборнике Disco B Energy '93 1993 года. 

## Трек лист
| №                   | Название                                 | Оригинальный EP        | Длительность |
| ------------------- | ---------------------------------------- | ---------------------- | ------------ |
| 1.                  | «Joyrex J4»                              | Joyrex J4 EP           | 4:30         |
| 2.                  | «AFX 114»                                | Joyrex J4 EP           | 1:21         |
| 3.                  | «Cordialatron»                           | Joyrex J4 EP           | 4:44         |
| 4.                  | «Italic Eyeball»                         | Joyrex J4 EP           | 4:25         |
| 5.                  | «Pigeon Street»                          | Joyrex J4 EP           | 0:23         |
| 6.                  | «Astroblaster»                           | Joyrex J5 EP           | 5:29         |
| 7.                  | «Joyrex J5»                              | Joyrex J5 EP           | 6:54         |
| 8.                  | «Joyrex J5»                              | Joyrex J5 EP           | 6:54         |
| 9.                  | «Fantasia»                               | Joyrex J9i,Joyrex J9ii | 6:02         |
| 10.                 | «Humanoid Must Not Escape»               | Joyrex J9i             | 6:02         |
| 11.                 | «Clayhill Dub»                           | 3:24                   | Joyrex J9ii  |
| 12.                 | «The Garden of Linmiri»                  | Joyrex J9ii            |              |
| 13.                 | «We Are the Music Makers (Hardcore Mix)» | Joyrex J9ii            | 4:01         |
| Общая длительность: | Общая длительность:                      | Общая длительность:    | 58:12        |